# Kępkowiec jasnobrązowy

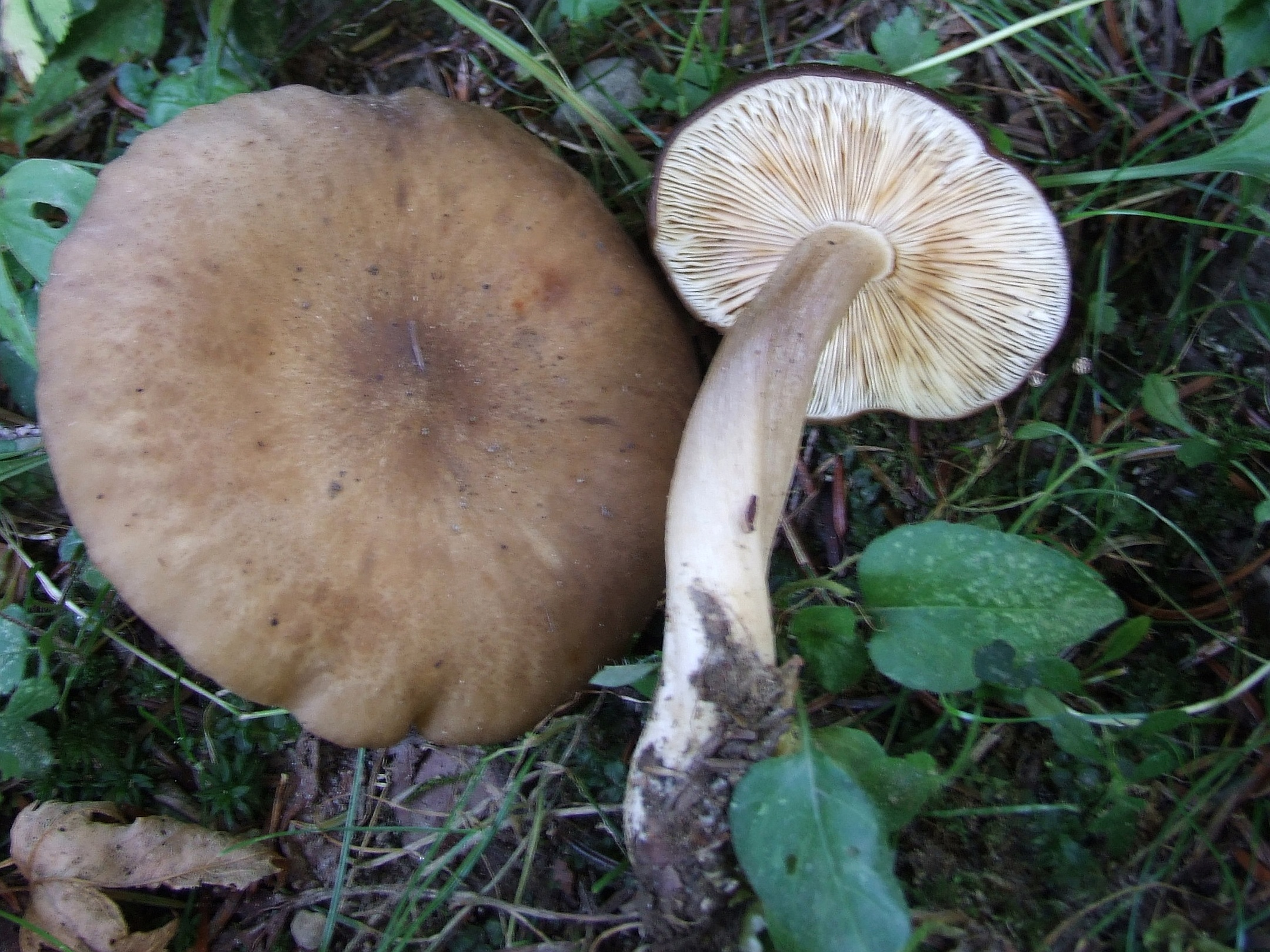

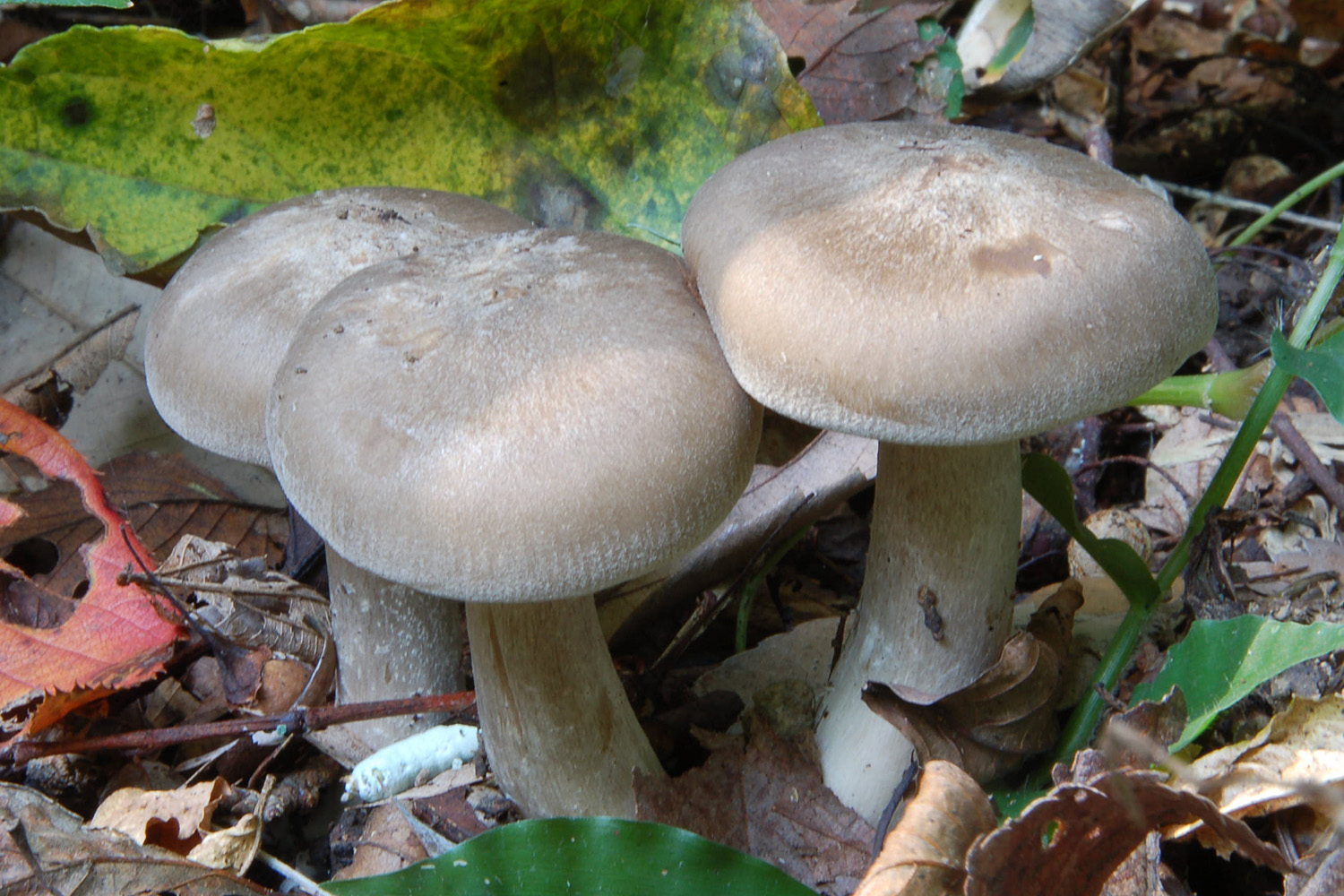

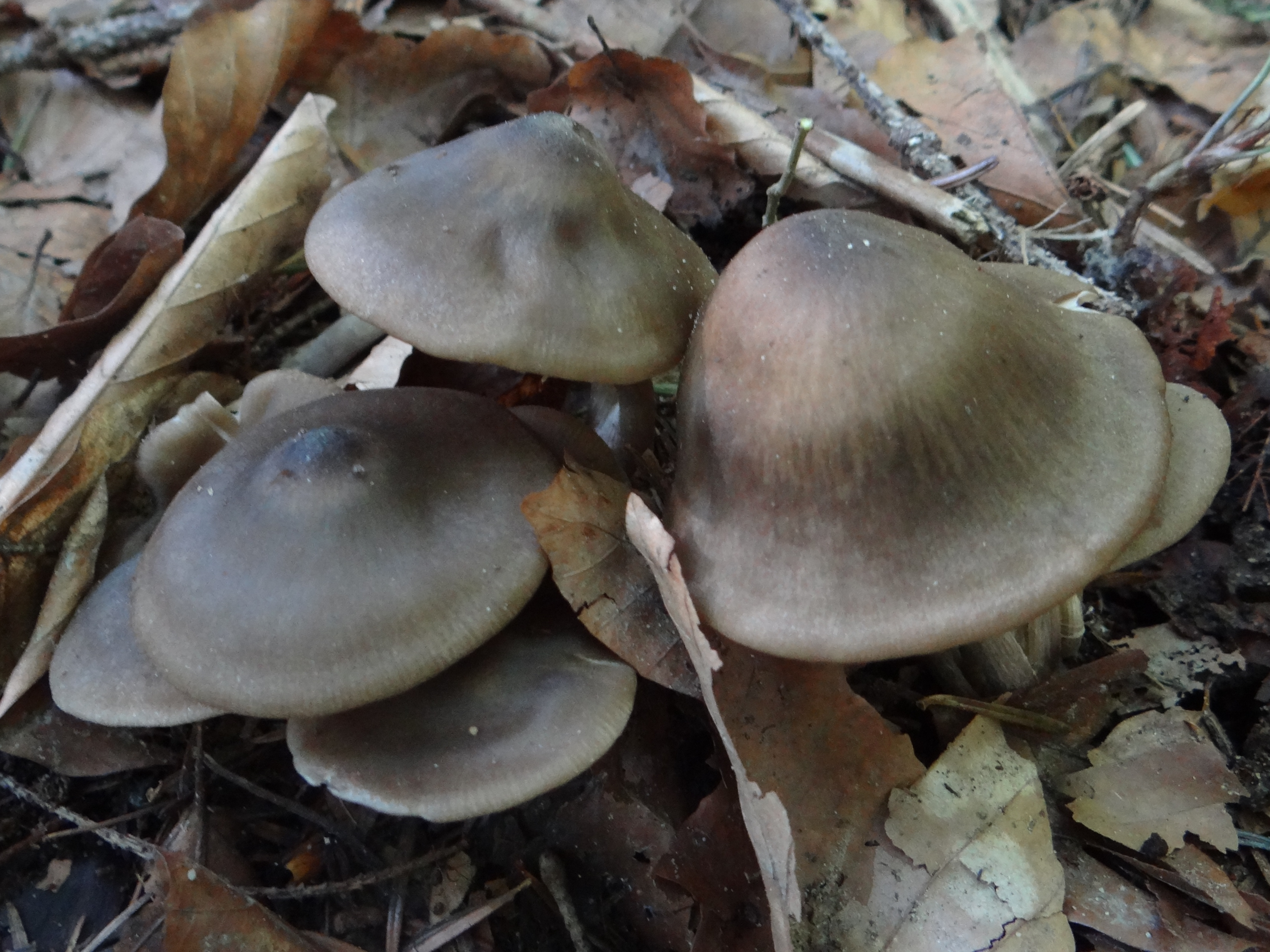

Kępkowiec jasnobrązowy (Lyophyllum decastes (Fr.) Singer) – gatunek grzybów należący do rodziny kępkowcowatych (Lyophyllaceae).

## Systematyka i nazewnictwo
Pozycja w klasyfikacji według Index Fungorum: Lyophyllum, Lyophyllaceae, Agaricales, Agaricomycetidae, Agaricomycetes, Agaricomycotina, Basidiomycota, Fungi.
Po raz pierwszy takson ten zdiagnozował w 1818 r. Elias Fries nadając mu nazwę Agaricus decastes. Obecną, uznaną przez Index Fungorum nazwę nadał mu w 1951 r. Rolf Singer, przenosząc go do rodzaju Lyophyllum.
Niektóre synonimy naukowe:

- Agaricus aggregatus Schaeff.
- Agaricus decastes Fr.
- Agaricus decastes Fr. var decastes
- Agaricus molybdinus Bull.
- Agaricus subdecastes Cooke & Massee
- Clitocybe aggregata (Schaeff.) Gillet
- Clitocybe aggregata f. reducta J.E. Lange
- Clitocybe decastes (Fr.) P. Kumm.
- Clitocybe molybdina (Bull.) P. Kumm.
- Clitocybe subdecastes (Cooke & Massee)
- Gyrophila aggregata (Schaeff.) Quél.
- Lyophyllum aggregatum (Schaeff.) Kühner
- Tricholoma aggregatum (Schaeff.) Ricken

Nazwę polską podał Władysław Wojewoda w 2003 r. W polskim piśmiennictwie mykologicznym gatunek ten opisywany był też jako podblaszek gromadny. 

## Morfologia
Owocniki rzadko wyrastają pojedynczo, zazwyczaj wyrastają w wiązkach. a ich trzony są zrośnięte u podstawy. Czasami wyrastają w szeregach lub tworzą tzw. czarcie kręgi.
Kapelusz
O średnicy 5–10 cm. Młody jest półkuliście wypukły z nieco podwiniętymi brzegami, dojrzały płaski z ostrymi brzegami i nieco pofalowany. Ma kolor siwy, siwobrązowy do oliwkowobrązowoczarniawego, jest jedwabiście błyszczący i promieniście delikatnie włóknisty.
Blaszki
Najpierw białe, potem szarawokremowe, średnio gęste, przy trzonie wycięte z ząbkiem. Są nierównej długości i nieco zbiegające.
Trzon
Długość 7–13 cm, grubość 1–2 cm. Jest nieregularnie cylindryczny, pełny i zazwyczaj zakrzywiony. Czasami jest ekscentryczny. Powierzchnia biaława, jedwabiście błyszcząca (z czasem staje się dołem brązowa), naga lub delikatnie włóknista.
Miąższ
Biały, nie zmieniający zabarwienia po przekrojeniu, jędrny, elastyczny. Smak nieznaczny, zapach niewyraźny.
Wysyp zarodników
Biały. Zarodniki o średnicy 5–7 µm, kuliste, gładkie, bezbarwne.

## Występowanie i siedlisko
Podano występowanie tego gatunku w Ameryce Północnej, Europie i Japonii. W Polsce jest niezbyt częsty.
Rośnie od września do początku grudnia wielkimi kępami na łąkach, w ogrodach, w lasach liściastych, na rumowiskach.

## Znaczenie
Saprotrof. Grzyb jadalny, nadaje się do zup i marynowania. Spożywa się tylko kapelusze.

## Gatunki podobne
- kępkowiec ciemnoszary (Lyophyllum fumosum). Ma ciemniejszy kapelusz, mączysty zapach i jest bardziej mięsisty[5].
- kępkowiec żeberkowano-żyłkowany (Lyophyllum loricatum). Ma ciemniejszy kapelusz i jest chrząstkowaty[5].